# Nyctimus bistriatus
Nyctimus bistriatus là một loài nhện trong họ Thomisidae.
Loài này thuộc chi Nyctimus. Nyctimus bistriatus được Tord Tamerlan Teodor Thorell miêu tả năm 1877.